# Sri Lankaanse voetbalbond
De Sri Lankaanse voetbalbond of Football Sri Lanka (FSL) is de voetbalbond van Sri Lanka. De voetbalbond werd opgericht in 1939 en is sinds 1954 lid van de Aziatisch voetbalbond (AFC) en sinds 1997 lid van de Zuid-Aziatische voetbalbond (SAFF). In 1952 werd de bond lid van de FIFA.
Bij de oprichting in 1939 heette de bond Football Federation of Sri Lanka, dit werd in 2021 veranderd in Football Sri Lanka. De voetbalbond is verantwoordelijk voor het Sri Lankaans voetbalelftal.

## President
In oktober 2021 was de president Jaswar Umara Lebbe.